# Roll the Bones
Roll the Bones – czternasty album studyjny kanadyjskiego zespołu Rush, wydany w 1991 roku.

## Lista utworów
1. "Dreamline" – 4:38
2. "Bravado" – 4:35
3. "Roll the Bones" – 5:30
4. "Face up" – 3:54
5. "Where’s My Thing? (Part IV, "Gangster of Boats" Trilogy)" – 3:49
6. "The Big Wheel" – 5:13
7. "Heresy" – 5:26
8. "Ghost of a Chance" – 5:19
9. "Neurotica" – 4:40
10. "You Bet Your Life" – 5:00

## Twórcy
- Geddy Lee – syntezator, gitara basowa, śpiew
- Alex Lifeson – gitara, wokal wspierający
- Neil Peart – perkusja

Produkcja
- Joe Berndt – efekty
- Ben Darlow – dźwiękowiec
- Rupert Hine – producent, keyboard, wokal wspierający
- Bob Ludwig – mastering
- Adam Ayan – remastering
- Andrew MacNaughtan – fotograf
- Simon Pressey – pomocniczy dźwiękowiec
- John Scarpati – fotograf
- Paul Seeley – pomocniczy dźwiękowiec
- Hugh Syme – dyrektor artystyczny
- Stephen W. Tayler – dźwiękowiec

## Certyfikaty sprzedaży
| Kraj   | Organizacja | Sprzedaż                     |
| USA    | RIAA        | Podwójna platyna (2 000 000) |
| Kanada | RIAA        | Platynowa płyta (100 000)    |